# IC 1961
IC 1961 ist eine Spiralgalaxie vom Hubble-Typ Sc im Sternbild Horologium am Südsternhimmel. Sie ist schätzungsweise 831 Millionen Lichtjahre von der Milchstraße entfernt und hat einen Durchmesser von etwa 140.000 Lj.
Das Objekt wurde am 6. Dezember 1899 von DeLisle Stewart entdeckt.